# クートニー郡 (アイダホ州)
クートニー郡（英: Kootenai County）は、アメリカ合衆国アイダホ州の北部に位置する郡である。人口は17万1362人（2020年）。郡庁所在地はコー・ダリーンであり、同郡では人口最大の都市である。1864年に設立され、クーテネイ族インディアンに因んで名付けられた。郡全体がコー・ダリーン都市圏を構成している。
郡の西はワシントン州との州境に接しており、スポケーン郡で構成されるスポケーン都市圏接している。

## 地理
アメリカ合衆国国勢調査局に拠れば、郡域全面積は1315.69平方マイル (3,407.6 km2)であり、このうち陸地は1245.12平方マイル (3,224.8 km2)、水域は70.57平方マイル (182.8 km2)で水域率は5.36％である。水域の大半は郡内の主要な観光地コー・ダリーン湖である。アイダホパンハンドル地域のインランド・エンパイアに属している。

### 隣接する郡
- ボナー郡 - 北
- ショショーニ郡 - 東
- ベネワ郡 - 南
- スポケーン郡 (ワシントン州) - 西

### 国立保護地域
- コー・ダリーン国立の森（部分）
- カニクス国立の森（部分）

### 高規格道路

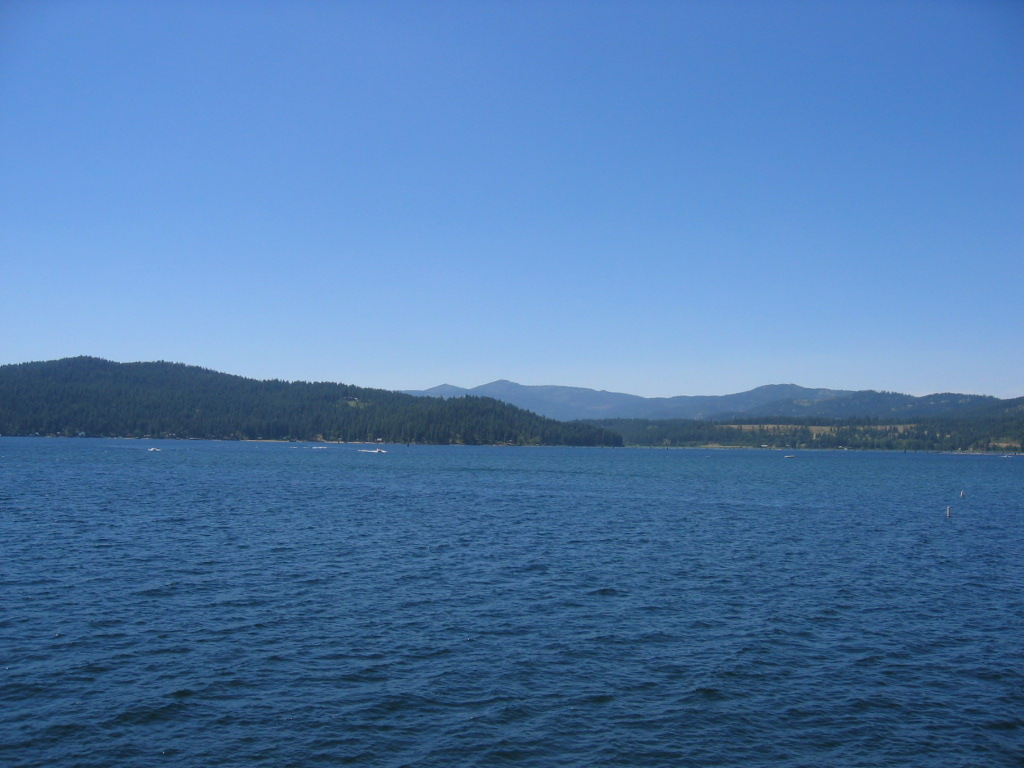
コー・ダリーン湖

- - 州間高速道路90号線
- - アメリカ国道95号線
- - アイダホ州道3号線
- - アイダホ州道41号線
- - アイダホ州道53号線
- - アイダホ州道54号線
- - アイダホ州道97号線

## 歴史
クートニー郡は1864年12月22日にネズパース郡北部が分離して設立された。ここは昔からクーテネイ族インディアンが住んでいた地域だったので、その部族名を郡名とした。
クートニー郡はアイダホパンハンドル地域西部の大半を占めていたが、1915年に南のベネワ郡が設立され、現在の郡境が確定した。
郡の直ぐ東はショショーニ郡とシルバー・バレーであり、過去に抗夫と鉱山所有者の間で紛争があった所である。

## 人口動態
以下は2000年の国勢調査による人口統計データである。
| 基礎データ - 人口: 108,685人 - 世帯数: 41,308 世帯 - 家族数: 29,659 家族 - 人口密度: 34人/km2（87人/mi2） - 住居数: 46,607軒 - 住居密度: 14軒/km5（37/mi2） 人種別人口構成 - 白人: 95.84% - アフリカン・アメリカン: 0.17% - ネイティブ・アメリカン: 1.23% - アジア人: 0.50% - 太平洋諸島系: 0.07% - その他の人種: 0.59% - 混血: 1.60% - ヒスパニック・ラテン系: 2.33% 先祖による構成 - ドイツ系：23.2％ - イギリス系：11.9％ - アイルランド系：10.9％ - アメリカ人：9.4％ - ノルウェー人：6.1％ 言語による構成 - 英語：96.6％ - スペイン語：1.7％ | 年齢別人口構成 - 18歳未満: 27.1% - 18-24歳: 8.7% - 25-44歳: 28.0% - 45-64歳: 23.9% - 65歳以上: 12.3% - 年齢の中央値: 36歳 - 性比（女性100人あたり男性の人口） - 総人口: 98.1 - 18歳以上: 94.9 世帯と家族（対世帯数） - 18歳未満の子供がいる: 34.9% - 結婚・同居している夫婦: 58.6% - 未婚・離婚・死別女性が世帯主: 9.2% - 非家族世帯: 28.2% - 単身世帯: 21.9% - 65歳以上の老人1人暮らし: 8.3% - 平均構成人数 - 世帯: 2.60人 - 家族: 3.03人 収入と家計 - 収入の中央値 - 世帯: 37,754米ドル - 家族: 42,905米ドル - 性別 - 男性: 33,661米ドル - 女性: 22,113米ドル - 人口1人あたり収入: 18,430米ドル - 貧困線以下 - 対人口: 10.5% - 対家族数: 7.7% - 18歳未満: 12.9% - 65歳以上: 7.3% |

## 都市と町

### 都市
| - コー・ダリーン（郡庁所在地） - ポストフォールズ - アソル - ダルトンガーデンズ - ファーナンレイクビレッジ - ハリソン - ハウザー | - ヘイデン - ヘイデンレイク - ヒュッター - ラスドラム - スピリットレイク - ステイトライン - ウォーリー |

### 未編入の町
- ベイビュー
- カタルド
- ガーウッド